# 거제공업고등학교
거제공업고등학교(巨濟工業高等學校)는 대한민국 경상남도 거제시 고현동에 있는 공립 고등학교이다.

## 학교 연혁
- 1969년 3월 6일 : 거제상업고등학교 개교
- 1974년 3월 1일 : 고현종합고등학교로 교명 변경
- 1997년 3월 1일 : 거제공업고등학교로 교명 변경(중앙고등학교 계열분리)
- 2005년 3월 1일 : 현 교사로 신축 이전
- 2008년 10월 2일 : 조선분야 한국형 마이스터고 지정
- 2010년 3월 1일 : 마이스터고 지정(교육과학 기술부), 자율학교 지정
- 2020년 4월 3일 : 산업수요맞춤형고등학교 재지정(기간연장)
- 2021년 3월 1일 : 제20대 오민세 교장 취임
- 2023년 2월 10일 : 제52회 졸업식 135명 졸업(총 졸업생수 11,840명)
- 2023년 3월 2일 : 2023학년도 입학식(144명)

## 설치 학과
- 조선전기과
- 조선기계과

## 참고 자료
- 거제공업고등학교 - 한국교육학술정보원 학교알리미